# اللجنة السياسية للنضال القبرصي
اللجنة السياسية للنضال القبرصي (باليونانية: Πολιτική Επιτροπή Κυπριακού Αγώνα)‏ اختصارا (PEKA)، كانت الجناح السياسي للمنظمة الوطنية للمقاتلين القبارصة التي حاربت البريطانيين والقبارصة الأتراك من أجل اتحاد قبرص مع اليونان بين عامي 1955 و1959.   تأسست في صيف 1956 بأهداف محددة هي:
1. تنسيق النضال السياسي والعسكري.
2. رفع الروح المعنوية للشعب القبرصي اليوناني.
3. توعية الرأي العام العالمي بالنضال وأصله وأهدافه.
4. توحيد القبارصة اليونانيين في مطلبهم بالأنوسيس.
نشرت اللجنة العديد من المنشورات بهدف "التنوير العام" ورفع الروح المعنوية، وشجعت المقاومة ضد القوات البريطانية بقيادة المارشال هاردينغ. قام هاردينغ بمراقبة الصحافة المحلية وفرض الرقابة والغرامة على موزعي المنشورات قبل أن يستقيل من منصب حاكم قبرص في وقت لاحق عام 1957. 
ترأس اللجنة أولاً رينوس ليسيوتيس، الذي خلفه ميكاليس ماراثفتيس، وأخيراً في عام 1958 تاسوس بابادوبولوس، الرئيس السابق لقبرص.